# 林超賢
林超賢，BBS（1964年7月1日—），香港電影製作人、電影導演，曾當電影演員、動作導演及助理導演。
林超賢與陳嘉上合作的《野獸刑警》获得第18屆香港電影金像獎最佳影片和最佳導演。不過，林超賢與陳嘉上合作的《至尊無賴》曾入圍2007年度金話梅電影選舉最爛導演獎。其御用演員為廖啟智。而在林氏班底中，著名編劇吳煒倫為其中一員。他們從2001年《走投有路》起合作，以火爆劇情和扎實文筆見著。林超賢的電影，對警察的運作及槍械的使用等細節非常講究。此外，從《証人》開始，林氏的作品開始追求各角色上心理轉變和掙扎等細緻描寫，開闢出動作片中的文戲新道路。
在2008年至2012年期間，林超賢分別連同張家輝和謝霆鋒等藝人合作，拍攝《証人》，令張家輝成為七料影帝之餘，也讓廖啟智再次被注目。而《線人》轉型攻打火爆追逐戲分，由謝霆鋒飾演的「細鬼」獲得香港電影金像獎影帝殊榮。

## 生平

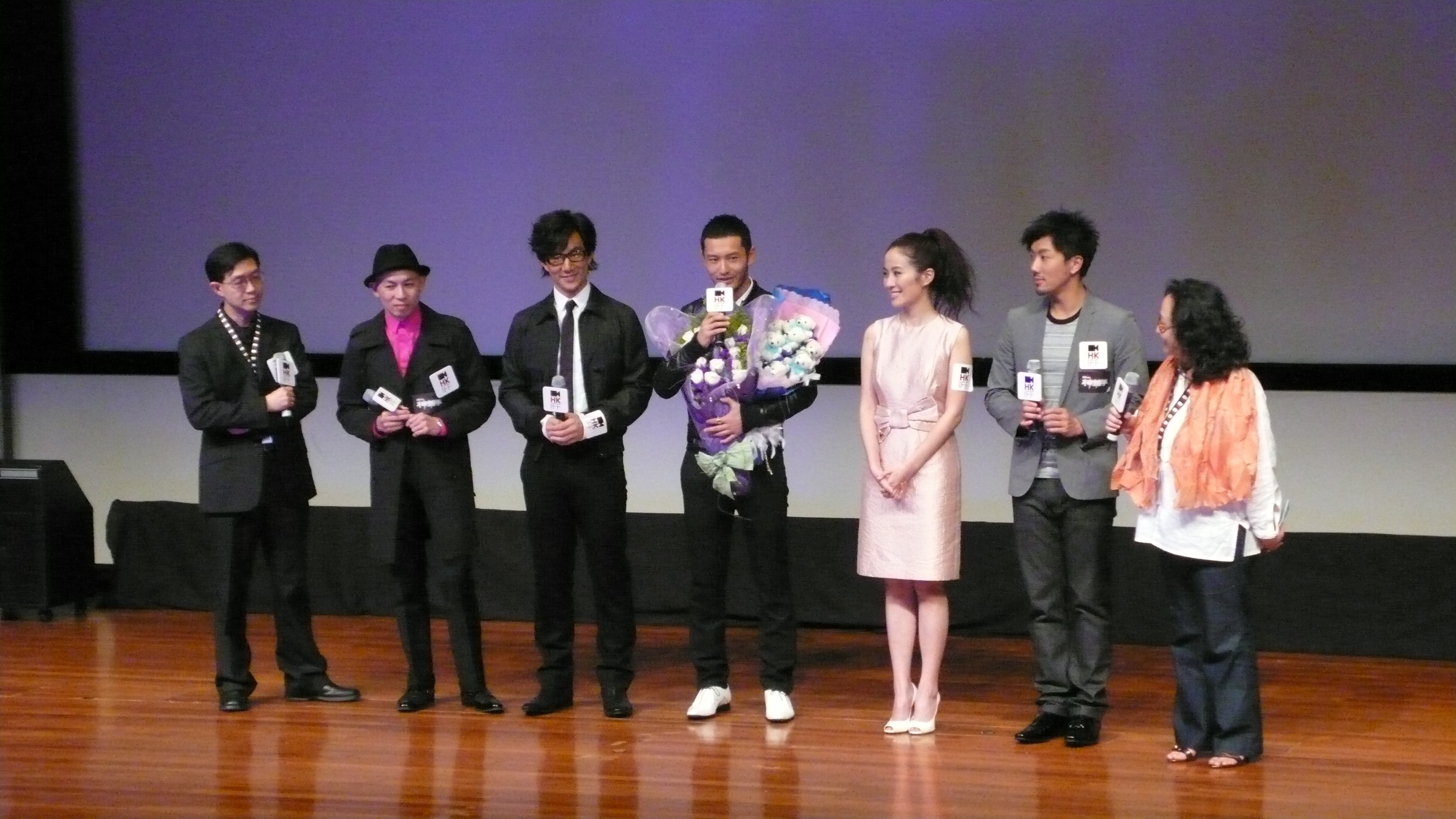
2009年3月24日出席《第33屆香港國際電影節》-《神鎗手》電影首映活動

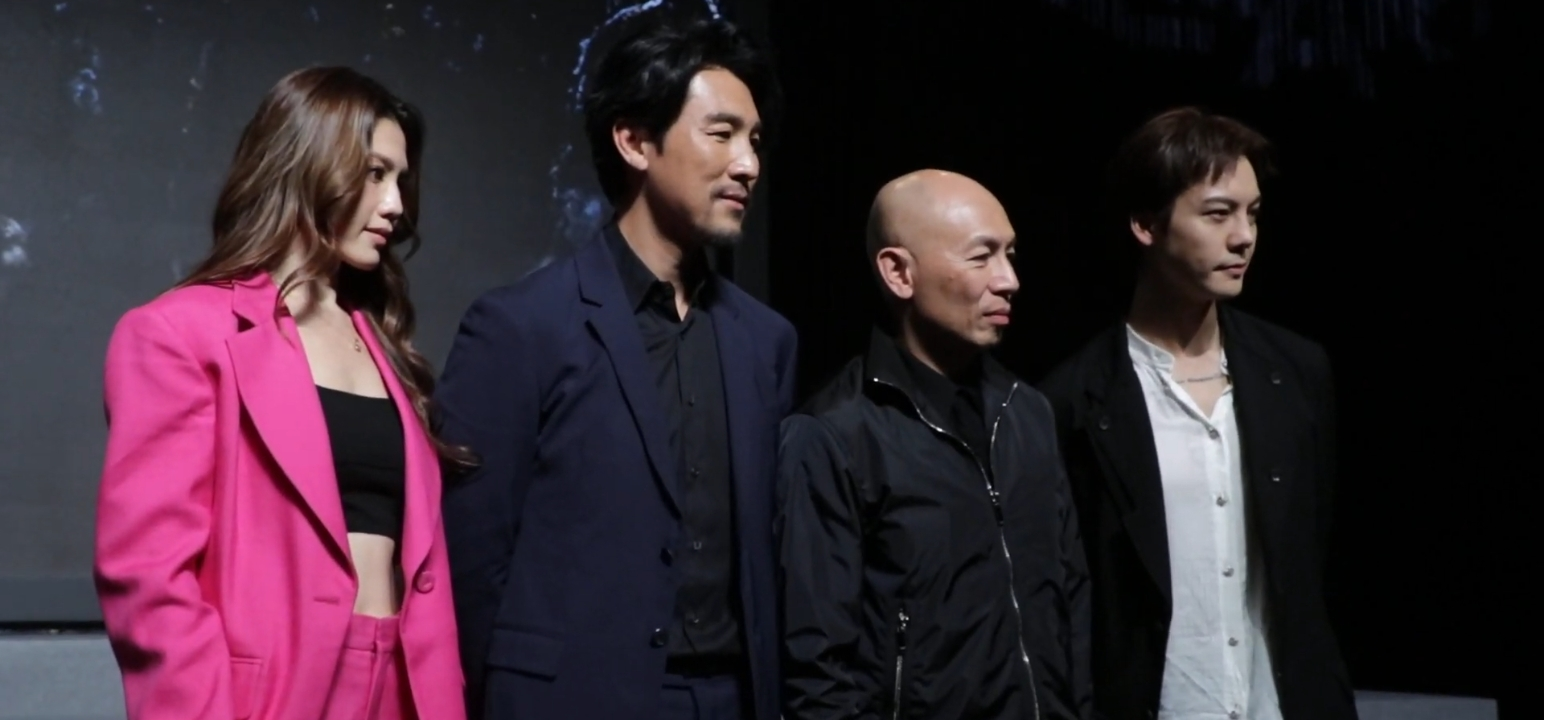
2023年3月14日出席第19屆香港影視娛樂博覽

林超賢幼年於九龍慈雲山長大，家有兩名胞姊，自己排行最小。父親是一名雜工，主要從事水電工作。當時林超賢是一名邊緣青年，既時常逃學，又曾參與戲院群毆。另外，他也曾與與慈雲山的童黨為伍，在外通宵流連。林超賢在初中時就讀尖沙咀格致書院。後來雙親不想他繼續誤入歧途，於是把他交託給台灣高雄的同鄉伯父照顧，並且安排他幫忙售賣海味產品。然而，林超賢不但四處遊玩，而且帶了伯父的女兒出走台北。最後，他由於在一次偶然機會下目睹了一批台灣黑幫械鬥以及恐怖的廝殺場面，結果決意改過自新。而林超賢雙親安排他回港，並搬遷到青衣居住。他其後在該處的一所中學完成學業。期間，他在1984年新藝城打暑期工時認識了葉偉信等一班影壇新人。同時接觸了林嶺東和陳木勝的電影製作過程。
在中學畢業後，林超賢投考警察不遂，後來分別參與了1987年電影《呷醋大丈夫》和1988年電影《八星報喜》的幕後製作。之後轉投廣告工作，並增加了接觸更多影片製作的機會。他對拍攝影片的興趣因此而變得濃厚。林超賢在1989年起參與製作嘉禾電影公司的電影《四千金》、《不脫襪的人》以及《小男人周記》。更獲陳嘉上賞識一同製作電影。直至1998年，二人憑《野獸刑警》獲得第18屆香港電影金像獎「最佳影片」和「香港電影金像獎最佳導演獎」的獎項。林超賢的電影事業發展至2004年至2005年時曾因認為自己拍攝的作品題材未夠好而覺得心灰意冷而想放棄電影圈。適逢香港電影工作者總會與香港專業教育學院合辦前線電影工作人員課程，林超賢獲邀擔任兼職教學人員去教授青少年當副導演的心得。當時他趁自己處於冷靜期時反思以往拍攝電影的方向。結果於一年多後與陳嘉上合作拍攝《至尊無賴》。雖然《至尊無賴》為他帶來2007年度金話梅電影選舉最爛導演獎提名，他其後繼續修正製作題材，最終於2008年至現在製作了一系列票房收入不錯的電影，且曾造就一些藝人獲得電影獎項。
目前，林超賢與中國內地的投資公司合作，計劃多齣大型電影如《紅海行動》。因為中國海軍題材較偏門，加上製作認真，《紅海行動》在首映當日已累計得到逾21億人民幣票房成績。林超賢亦因此於2018年《第十七屆中國電影華表獎頒獎禮》中獲頒「優秀導演」及「優秀故事片」獎。同時他所執導的另一部電影《湄公河行動》也獲頒「優秀故事片」獎。而林超賢執導的《紅海行動》於同年9月獲香港電影製片家協會認可，代表香港角逐第91屆奧斯卡金像獎「最佳外語片獎」。該電影主要因為是2018年全球最賣座華語電影而被挑選成為出戰作品。

## 電影作品
| 年份   | 片名                   | 主演                                                       | 備註                   |
| 1997年 | G4特工                 | 張智霖、黃秋生、李若彤、陳法蓉、王敏德                     |                        |
| 1998年 | 野獸刑警               | 黃秋生、王敏德、張耀揚、周海媚、譚耀文、李燦森、車婉婉     | 和陳嘉上聯合執導       |
| 1999年 | 天旋地戀               | 古巨基、舒淇、李璨琛                                       |                        |
| 2000年 | 江湖告急               | 梁家輝、吳君如、黃秋生、張耀揚、彭敬慈                     |                        |
| 2001年 | 走投有路               | 張家輝、黃卓玲、黃秋生、安雅、彭敬慈、盧惠光               |                        |
| 2001年 | 重装警察               | 杜德偉、吳彥祖、彭敬慈、錢嘉樂、谷祖琳                     |                        |
| 2002年 | 戀愛行星               | 謝霆鋒 、林嘉欣、盧巧音                                    |                        |
| 2003年 | 千機變                 | 鄭伊健、陳冠希、黃秋生、蔡卓妍、鍾欣潼                     |                        |
| 2003年 | 豪情                   | 古天樂、陳奕迅、應采兒、周麗淇、何超儀、何韻詩、谷祖琳     |                        |
| 2004年 | 戀情告急               | 古天樂、梁詠琪、甄子丹、蔡卓妍、鍾欣潼、李彩華、周汶錡     |                        |
| 2004年 | 重案黐孖GUN            | 陳奕迅、郭富城、鄭希怡、李修賢、黃品源、鄔玉君、王傑       |                        |
| 2006年 | 至尊無賴               | 鄭中基、林子聰 、葉璇、吳佩慈                              |                        |
| 2007年 | 閃閃的紅星之紅星小勇士 |                                                            | 動畫電影               |
| 2008年 | 風雲決                 |                                                            | 動畫電影               |
| 2008年 | 証人                   | 謝霆鋒 、張家輝、廖啟智、苗圃、張靜初、姜皓文、鍾舒漫      |                        |
| 2009年 | 神鎗手                 | 任賢齊、陳冠希、黃曉明                                     |                        |
| 2010年 | 火龍                   | 黎明、任賢齊、廖啟智、葉璇、徐若瑄、劉浩龍、王寶強、姜皓文 |                        |
| 2010年 | 綫人                   | 謝霆鋒 、張家輝、廖啟智、苗圃、陸毅、姜皓文                |                        |
| 2012年 | 逆戰                   | 謝霆鋒、周杰倫                                             |                        |
| 2013年 | 激戰                   | 張家輝、彭于晏、梅婷、姜皓文、安志杰                       |                        |
| 2014年 | 魔警                   | 張家輝、吳彥祖、廖啟智、林嘉華、安志杰                     |                        |
| 2015年 | 破風                   | 彭于晏、崔始源、竇驍、王珞丹                               |                        |
| 2016年 | 湄公河行動             | 張涵予、彭于晏                                             |                        |
| 2018年 | 紅海行動               | 張譯、 黄景瑜、海清、杜江、王彥霖                          |                        |
| 2020年 | 緊急救援               | 彭于晏、王彥霖、辛芷蕾                                     |                        |
| 2021年 | 長津湖                 | 吳京、易烊千璽、張涵予                                     | 與徐克和陳凱歌聯合執導 |
| 2022年 | 長津湖之水門橋         | 吳京、易烊千璽、張涵予                                     | 與徐克和陳凱歌聯合執導 |
| 2023年 | 爆裂點                 | 張家輝、陳偉霆、梁洛施、譚俊彥                             | 担任總導演和监制       |
| 2025年 | 蛟龍行動               | 黃軒、杜江、王彥霖                                         |                        |
| 待拍摄 | 無限任務               | 謝霆鋒、陳偉霆、楊天宇                                     |                        |

## 電視劇
- 廉政行動2004，第一單元《終極鬥智》。
- 廉政行動2007，第三單元《億萬信用》。
- 廉政行動2009，第一單元《造市》。
- 廉政行動2011，第一單元《盲目》。
- 廉政行動2014，第一單元《明日》。
- 廉政行動2019，監製。
- 廉政行動2022，監製。
- 守城（2021年）、守城前傳（2023年），導演。

## 節目嘉賓
- 2018年：今日VIP（2月26日）

## 獎項
- 1999年：第18屆香港電影金像獎 最佳導演獎 (聯合作品) 《野獸刑警》
- 2011年：第6屆香港電影導演會年度大獎“年度杰出导演”《线人》
- 2018年：第34屆大眾電影百花獎“最佳導演”《紅海行動》
- 2018年：第17屆華表獎“優秀導演”《紅海行動》
- 2019年：第38屆香港電影金像獎“最佳動作設計”《紅海行動》
- 2019年：第32屆中國電影金雞獎“最佳導演”《紅海行動》
- 2023年：第19届華表獎“優秀導演”《長津湖》